# Wojciech Grzymała

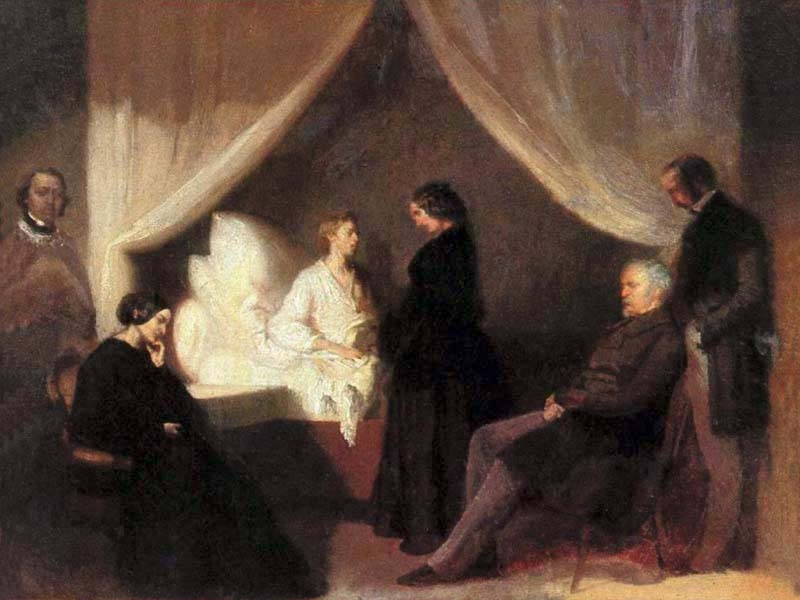
Obraz Teofila Kwiatkowskiego Ostatnie chwile Fryderyka Chopina. Wojciech Grzymała siedzi na krześle

Wojciech Grzymała (ur. 23 kwietnia 1793 w Dunajowcach, zm. 16 grudnia 1871 w Nyon) – referendarz rady stanu, działacz emigracyjny, przyjaciel Fryderyka Chopina.

## Biogram
Syn Wincentego Przecława z Zalesia-Grzymały herbu własnego, cześnika bracławskiego i Marianny z Wydżgów h. Jastrzębiec. Uczył się we Lwowie, a od 1807 r. uczęszczał do szkoły wojskowej gen. Stanisława Fiszera. Uczestnik walk 1809 i 1812 w szeregach Armii Księstwa Warszawskiego, za męstwo w bitwie pod Borodino otrzymał Krzyż Wojskowy Virtuti Militari. W Królestwie Kongresowym referendarz stanu w Komisji Rządowej Skarbu (1818), członek Rady Stanu, członek Towarzystwa Patriotycznego Łukasińskiego (od 1821). Jako członek Towarzystwa Patriotycznego został uwięziony w 1826 r.
Odznaczony Orderem Świętego Stanisława II klasy w 1825 roku i IV klasy w 1817 roku.
W trakcie powstania listopadowego został mianowany zastępcą dyrektora Banku Polskiego. Jako członek Towarzystwa Patriotycznego prezentował konserwatywne poglądy stając w obronie dyktatora Józefa Chłopickiego oraz księcia Adama Czartoryskiego. Z ramienia Rządu Narodowego został wysłany (wraz z Tadeuszem Mostowskim) najpierw do Berlina i Wrocławia, a następnie do Paryża i Londynu (gdzie negocjował warunki brytyjskiej pożyczki dla walczącej Polski). Po upadku powstania został na emigracji, działał w obozie Czartoryskich. Był współzałożycielem Towarzystwa Historyczno-Literackiego w Paryżu.

## Film
Postać Wojciecha Grzymały występuje w filmie Błękitna nuta z 1991 r. w reżyserii Andrzeja Żuławskiego. Rolę tę grał Roman Wilhelmi.